# Polonnaruwa (district)
Polonnaruwa (Singalees: Pŏḷŏnnaruva; Tamil: Pŏlaṉṉaṛuvai) is een district in de Noordelijke Centrale Provincie van Sri Lanka. Polonnaruwa heeft een oppervlakte van 3403 km². De hoofdstad is de stad Polonnaruwa.
Centrale Provincie (Kandy · Matale · Nuwara Eliya) · Oostelijke Provincie (Ampara · Batticaloa · Trincomalee) · Noordelijke Centrale Provincie (Anuradhapura · Polonnaruwa) · Noordelijke Provincie (Jaffna · Kilinochchi · Mannar · Mullaitivu · Vavuniya) · Noordwestelijke Provincie (Kurunegala · Puttalam) · Sabaragamuwa (Kegalle · Ratnapura) · Uva (Badulla · Moneragala) · Westelijke Provincie (Colombo · Gampaha · Kalutara) · Zuidelijke Provincie (Galle · Hambantota · Matara)